# Dyscolorhinus
Dyscolorhinus är ett släkte av insekter. Dyscolorhinus ingår i familjen Pyrgomorphidae.
Kladogram enligt Catalogue of Life:
| Dyscolorhinus | \| \| Dyscolorhinus squalinus \| \| \| \| \| \| Dyscolorhinus vittatus \| \| \| \| |
|               | \| \| Dyscolorhinus squalinus \| \| \| \| \| \| Dyscolorhinus vittatus \| \| \| \| |
|               | Dyscolorhinus squalinus                                                            |
|               |                                                                                    |
|               | Dyscolorhinus vittatus                                                             |
|               |                                                                                    |